# سامانتا اسمیت (هنرپیشه)
سامانتا اسمیت (انگلیسی: Samantha A. "Sam" Smith؛ زادهٔ ۴ نوامبر ۱۹۶۹) یک هنرپیشه اهل ایالات متحده آمریکا است. وی از سال ۱۹۹۶ میلادی تاکنون مشغول فعالیت بوده است.
او در فیلم استفانی بازی کرده است.